# Jack Price (futbolista nacido en 1992)
Jack Alexander Price (Shrewsbury, Shropshire, Inglaterra; 19 de diciembre de 1992) es un futbolista inglés. Juega de centrocampista y su equipo actual es el Shrewsbury Town de la EFL League One.

## Trayectoria

### Wolverhampton Wanderers
Price entró a las inferiores del Wolverhampton Wanderers a la edad de 14 años. Progresó en la academia de los Wolves y en el 2011 firmó su primer contrato profesional con el club, donde fue parte del equipo reserva hasta la temporada 2012-13.
Debutó profesionalmente durante la temporada 2013-14 en la victoria por 4-0 ante el Gillimgham el 10 de agosto de 2013. Luego de un inicio de temporada marcado por las lesiones, el jugador se afianzó en el primer equipo donde jugó un total de 30 encuentros en la campaña que los Wolves ganarían la League One. Renovó su contrato por dos años al término de la temporada.
Para la temporada 2014-15 en la EFL Championship, pasó dos préstamos cortos en el Yeovil Town y el Leyton Orient de la tercera categoría. Ya en el 2015 regresó al Wolverhampton, donde anotó su primer gol en el club el 7 de marzo en el empate 2-2 ante el Watford.
Para la temporada 2016-17, bajo la dirección de Walter Zenga, Price pasó gran parte del año en la banca. Con el nuevo entrenador Paul Lambert, el jugador regresó al primer equipo, donde jugó un total de 23 encuentros esa temporada.
Price fue puesto en la lista de transferencias por el entrenador Lambert y su sucesor Nuno la temporada siguiente. El club aceptó una oferta del Colorado Rapids por el jugador en enero de 2018, temporada en que Price solo jugó 9 encuentros con los lobos.

### Colorado Rapids
El 8 de enero de 2018 se oficializó su traspaso al Colorado Rapids de la Major League Soccer.
El 13 de marzo de 2024, Price regresó a Inglaterra y firmó en el Shrewsbury Town de la EFL League One.

## Estadísticas
Actualizado al último partido disputado el 21 de octubre de 2018.
| Wolverhampton Wanderers Inglaterra |               |               |     |   |   |   |   |    |    |     |     |   |
| 3.ª | 2013-14       | 26            | 0   | 2 | 0 | - | - | 2  | 0  | 30  | 0   |   |
| 2.ª | 2014-15       | 23            | 1   | 2 | 0 | - | - | 1  | 0  | 26  | 1   |   |
| 2.ª | 2015-16       | 24            | 1   | 0 | 0 | - | - | 3  | 0  | 27  | 1   |   |
| 2.ª | 2016-17       | 19            | 0   | 1 | 0 | - | - | 3  | 0  | 23  | 0   |   |
| 2.ª | 2017-18       | 5             | 0   | 0 | 0 | - | - | 4  | 0  | 6   | 0   |   |
| Total club | Total club    | 97            | 2   | 5 | 0 | 0 | 0 | 13 | 0  | 112 | 2   |   |
| Yeovil Town (préstamo) Inglaterra |               |               |     |   |   |   |   |    |    |     |     |   |
| 3.ª | 2014-15       | 6             | 0   | - | - | - | - | 1  | 0  | 7   | 0   |   |
| Total club | Total club    | 6             | 0   | 0 | 0 | 0 | 0 | 1  | 0  | 7   | 0   |   |
| Leyton Orient (préstamo) Inglaterra |               |               |     |   |   |   |   |    |    |     |     |   |
| 3.ª | 2014-15       | 5             | 0   | - | - | - | - | -  | -  | 5   | 0   |   |
| Total club | Total club    | 5             | 0   | 0 | 0 | 0 | 0 | 0  | 0  | 5   | 0   |   |
| Colorado Rapids Estados Unidos |               |               |     |   |   |   |   |    |    |     |     |   |
| 1.ª | 2018          | 31            | 1   | 1 | 0 | 2 | 0 | 0  | 0  | 34  | 1   |   |
| Total club | Total club    | 31            | 1   | 1 | 0 | 2 | 0 | 0  | 0  | 34  | 1   |   |
| Total carrera | Total carrera | Total carrera | 139 | 3 | 6 | 0 | 2 | 0  | 14 | 0   | 161 | 3 |
| (1) Incluye datos de la FA Cup (2013-14 / 2017-18) y la U.S. Open Cup (2018) (2) Incluye datos de la Liga de Campeones de la Concacaf (2018) (3) Incluye datos del Football League Trophy (2013-14) y la Copa de la Liga de Inglaterra (2013-14 / 2017-18) |               |               |     |   |   |   |   |    |    |     |     |   |

## Palmarés

### Títulos nacionales
| Título              | Club                    | País       | Año     |
| ------------------- | ----------------------- | ---------- | ------- |
| Football League One | Wolverhampton Wanderers | Inglaterra | 2013-14 |